# 300 Entertainment
300 Entertainment to amerykańska wytwórnia płytowa założona przez Lyora Cohena, Rogera Golda, Kevina Lilesa i Todda Moscowitza. Wśród artystów wytwórni znajdują się wykonawcy reprezentujący różne gatunki muzyczne, takie jak hip-hop, rock, pop, elektronika, alternatywa i country. Wśród aktualnych artystów znajdują się Young Thug, YNW Melly, Rejjie Snow, Megan Thee Stallion, Fetty Wap, Waterparks, Cheat Codes, Highly Suspect, Tee Grizzley, Famous Dex, Shy Glizzy, No Savage, Cobi, Meg Mac, Dae Dae, The Hunna, Maggie Lindemann, Bailey Bryan, OMB Peezy, Ice Prince, $NOT, Savage Gasp i TLE Cinco. Siedziba wytwórni znajduje się w Nowym Jorku. Wytwórnia działa również jako dystrybutor dla wytwórni Young Thuga – YSL Records, do której należą raperzy Gunna i Lil Keed.

## Historia

### Fundacja
Cohen zrezygnował z funkcji prezesa i dyrektora generalnego Warner Music Group, aby rozpocząć działalność w 300 wraz z Toddem Moscowitzem, byłym prezesem Warner Bros, Kevinem Lilesem, byłym EVP Warner Music i Rogerem Goldem, byłym SVP biura prezesa i CEO w Warner Music. Cohen, Liles i Moscowitz pracowali również razem w Def Jam, którą Cohen prowadził w latach 80. i 90.
Ogłoszono, że piosenkarz Eric Bellinger został podpisany z 300 Entertainment. W kwietniu 2014 roku Atlantic Records A&R DJ Drama stwierdził, że raper z Atlanty Young Thug został podpisany z 300 Entertainment, W czerwcu 2014 roku ujawniono, że grupa hiphopowa z Atlanty Migos również została podpisana z wytwórnią. Na początku 2014 roku Lyor Cohen po cichu podpisał Conrada Sewella po tym, jak Sewell został pominięty przez większość głównych wytwórni. Dzień po podpisaniu z 300, australijski piosenkarz otrzymał oferty od praktycznie każdej wytwórni, która go pominęła, w niektórych przypadkach, „za dobrze ponad 1 milion dolarów.”
Od 2017 roku „Trap Queen” Fetty’ego Wapa jest największym singlem wytwórni do tej pory, przechodząc 10x platyna. Ich pierwszym popowym hitem było „No Promises” Cheat Codes z udziałem Demi Lovato. Był ich pierwszym artystą country pop, który został podpisany jest Bailey Bryan.

### Opuszczenie Cohena
We wrześniu 2016 roku Lyor Cohen ogłosił swoje odejście z 300. Po tym ogłoszeniu Kevin Liles przejął rolę dyrektora generalnego. Liles pojawił się później w The Wall Street Journal i na MSNBC, aby omówić swoją rolę i przyszłość wytwórni.

## Partnerzy

### Finansowanie
Za przedsiębiorstwem stoi wielu inwestorów, w tym Google, przedsiębiorstwo inwestycyjne Columbus Nova, izraelsko-amerykański fundusz hedgingowy TOMS Capital należący do miliardera Noama Gottesmana, byłego szefa działu cyfrowego Warner Music Alex Zubillaga oraz współzałożyciel Kemado Records Andresa Santo Domingo. Umowy inwestycyjne zostały zawarte przez bankiera inwestycyjnego mediów Aryeha Bourkoffa i Ori Winitze z LionTree.

### Atlantic Records
Atlantic Records podpisało umowę dystrybucyjną na rozpowszechnianie wszystkich treści 300 Entertainment w listopadzie 2013 roku.

### +1 Records
W 2014 roku 300 Entertainment ogłosiło, że +1 Records stało się oficjalną wytwórnią partnerską przedsiębiorstwa.

### YSL Records
W listopadzie 2016 roku Young Thug rozpoczął YSL Records jako imprint w ramach 300 Entertainment. Artyści na imprintze obejmują Gunna, Lil Keed, Strick, T-Shyne, Lil Duke, Karlae, Yak Gotti, Yung Kayo, HiDoraah i Dolly White.

### Unauthorized Entertainment
W lutym 2017 roku starszy wiceprezes wytwórni ds. A&R, Selim Bouab, uruchomił wytwórnię Unauthorized Entertainment pod szyldem 300 Entertainment.

### Murder Inc. Records
W czerwcu 2017 roku ogłoszono, że 300 Entertainment nawiązało współpracę z Murder Inc. Records.

### Undercover Prodigy
We wrześniu 2017 roku Hopsin udzielił wywiadu dla HardKnocktv, w którym stwierdził, że podpisał kontrakt z 300. Jego singiel „The Purge” został wydany za pośrednictwem 300 Entertainment i Undercover Prodigy. 24 listopada 2017 roku Hopsin Wydał swój album No Shame i zadebiutował na 42 miejscu na Billboard 200. Zarówno Kevin Liles, jak i Hopsin odnieśli się do umowy jako partnerstwa dla 300 i Undercover Prodigy.